# Marek Kaminski
Marek Kamiński, född 24 mars 1964 i Gdansk, är en polsk polarutforskare, författare, fotograf och entreprenör. Den förste och ende personen, som nått både Nord- och Sydpolen under ett och samma år utan extern assistans: den 23 maj 1995 nådde han och Wojciech Moskal nordpolen och den 27 december 1995 nådde han ensam sydpolen.
Marek växte upp i Połczyn-Zdrój i Pommern. 1982 tog han examen vid Władysław Broniewski högskolan i Koszalin. Studerade filosofi och fysik vid universitetet i Warszawa. Han är grundare av och delägare i Invena S.A. samt grundare av Marek Kamiński Foundation.
Marek bor i Sopot tillsammans med sin fru Katarzyna, dottern Pola och son Kay.

## Större expeditioner
- 1977 – Danmark – första expeditionen ensam med lastfartyg till Aalborg;
- 1978 – Marocko – med fartyg till Safi;
- 1984 – USSR (numera Ryssland), Skandinavien, Tyskland, Rumänien, Bulgarien, Grekland, Turkiet och Jugoslavien – liftandes;
- 1985 – Kuba, Mexiko (Mexico DF, Yucatan, Chiapas) – liftandes;
- 1987 – Kuba, Mexiko (Mexico DF, Yucatan, Oaxaca, Chihuahua, Chiapas) - liftandes;
- 1990 – Spetsbergen – första polarexpeditionen ensam (ca 350 km på skidor);
- 1993 – “Trans Grönland expeditionen”– första polska expeditionen, som korsar Grönland, tillsammans med Wojciech Moskal (ca 600 km på 35 dagar);
- 1995 – “Pol till Pol” – når nordpolen från Ward Hunt Island tillsammans med Wojciech Moskal (770 km på 72 dagar);
- 1995 – “En Påle vid Polerna” – soloexpedition till sydpolen från Berkner Island (1,400 km på 53 dagar);
- 1996/1997 – “Solo TransAntarktis” – försök att ensam korsa Antarktis. (1,450 km);
- 1997/1998 – Antarktis – korsar Ellsworth-bergen och når toppen på Mount Vinson tillsammans med Leszek Cichy;
- 1998 – Kilimanjaro i Tanzania, Kościuszko-bergen i Australien;
- 1998 – Bolivia – expedition till bolivianska Anderna, når toppen på Hauyna Potosi, resa till Amasonas tillsammans med Børge 	Ousland;
- 1999 – Seglats över Atlanten i yachten “Gemini” tillsammans med Andrzej Piotrowski;
- 1999 – “Earth Expedition” – korsar Gibson-öknen i Australien (700 km på 60 dagar);
- 2000 – ”Race 2000”, seglar över Atlanten i katamaranen “Polfarma – Warta” tillsammans med Roman Paszke;
- 2000 – “Grönland-expeditionen 2000” – korsar Grönland tillsammans med Wojciech Ostrowski (600 km på 13 dagar);
- 2000 – “Amasonaskällan 2000” –  expedition till Amasonaskällan med stöd av the National Geographic Society;
- 2001 – Zanzibar, Kilimanjaro i Tanzania tillsammans med Katarzyna Pisera;
- 2001 – “Nordpolen 2001” – första expeditionen som guide till nordpolen med polska turister;
- 2001 – Dolomiterna (Cortina d’Ampezzo) tillsammans med Katarzyna Pisera och Leszek Cichy;
- 2002 – expedition till nordpolen som guide;
- 2002 – Dolomiterna (Marmolada) tillsammans med Katarzyna Pisera;
- 2003 – Heliga landet – Jerusalem, Cesarea, Netania, Mosada, Tel Awiw – Jafa tillsammans med Katarzyna Pisera;
- 2004 – “Tillsammans till polen” – expedition till båda polerna under ett och samma år tillsammans med handikappade tonåringen Jasiek Mela, Wojciech Ostrowski och Wojciech Moskal (nordpolen);
- 2005 – “Runt Östersjön med Dinghy” – en femdagarstrip,  firande av 25-årsjubileet av Solidarność, tillsammans med Mirosław Kukuła och Wojciech Ostrowski;
- 2006 – “Baby ombord – genom Polen med Pola” – en resa genom Polen utmed floden Vistula, tillsammans med min fru Katarzyna och dotter Pola;
- 2007 – “Baby ombord – Jorden runt med Pola” – en resa till Norge (Oslo, Finnmarksvidda, Lofota, Flamsban) tillsammans med min fru Katarzyna och dotter Pola.

## Filmer
- Zdobycie Bieguna Północnego (“Anländer till nordpolen”), dir. J. Surdel (1995)
- Dwa Bieguny w jednym roku. Arctica (“Två poler på ett år - Arktis”), dir. J. Surdel (1995)
- Dwa Bieguny w jednym roku. Antarctica (“Två poler på ett år – Antarktis”), dir. J. Surdel (1996)
- Tamtego lata w Patriot Hills (“Sommaren i Patriot Hills”), dir. J. Surdel (1996)
- Trzeci Biegun. Przerwana wyprawa (“Den tredje polen – en avbruten expedition”), dir. J. Surdel (1997)
- TransAntarktis 96/97, dir. J. Surdel (1997)
- Dlaczego? Wyprawa na Mt. Vinson (“Varför? Expeditionen till Mount Vinson”), dir. W. Ostrowski (1998)
- Portret męski we wnętrzu (“Porträtt av en man inifrån”), dir. F. Bajon (1999)
- Grenlandia za plecami Marka Kamińskiego (“Grönland bakom Marek Kamiński’s rygg”), dir. W. Ostrowski (2000)
- Razem na Biegun (“Tillsammans till polen”), dir. W. Ostrowski (2005)
- White out. Wyprawa poza cień (“White-out – en expedition bortom skuggorna”), dir. W. Szumowski (2005)
- Pontonem dookoła Bałtyku (“Runt Östersjön med Dinghy”), dir. W. Ostrowski (2005)
- Z Polą przez Polskę (“Genom Polen med Pola”), dir. W. Szumowski (2007)

## Större utnämningar
- “Ung affärsman år 1994” i den internationella tävlingen World Young Business Achiever, polska sektionen (1994)
- Knight’s Cross of the Order of Poland’s Renascence, för att ha nått fram till nordpolen, tilldelad av President Lech Wałęsa (1995)
- Sports Minister’s Gold Medal för att ha nått fram till nordpolen (1995)
- TV Polonia Award “För glorifiering av Polen och den polska andan” (1996)
- St Wojciech’s Medal, en honorering tilldelad av Gdansk City Council, “För att ha gjort Gdansk världsberömt” (1997)
- “Amber Butterfly” erkännande i tävlingen Arkady Fiedler Competition för boken Moje bieguny. Dzienniki z wypraw 1990–1998 (1999)
- “Explorer 2000” tilldelad pris vid Explorer’s Festival, Łódź (2000)
- “Butterfly 2003” tilldelad pris från Jolanta Kwaśniewska Foundation, för mod och presentation av handikappade, som fullt kapabla i samhället (2004)
- “Super Kolos 2004” tilldelad pris för den största sportsprestationen i Polish Polar exploration, som nådde nordpolen den 23 maj 1995 (2004)
- Foreign Minister’s diploma för exceptionella insatser i arbetet med att marknadsföra Polen i världen (2005)
- “Intrepid Carer for the Sick and Disabled”, tilldelad medaljen Metropolitan of Gdansk, Hans Excellens Fader Tadeusz Gocłowski (2005)
- Hans Christian Andersen Ambassador för främjande av mänskliga rättigheter, värderingar och möjligheter samt för arbetet med handikappades och barns tilltro till dessa värden (2005)
- “Business and Passion” tilldelad pris vid Explorer’s Festival, Łódź (2006)
- “St Brother Albert Medal” för att ha bevisat att en handikappad person kan vara en fullt duglig samhällsmedborgare, utföra svåra uppgifter och förverkliga sina drömmar (2007)
- „Special Prize of International TourFilm Festival Płock” för marknadsföring av Polen i världen (2007)
- The Guinness Book of World Records, 1995 års utgivning – Den första och enda personen att nå båda polerna under ett år utan extern assistans.
- Hedersmedborgare i Koszalin, Połczyn-Zdrój and Tarłów County

## Organisationer
Marek Kamiński är med i följande organisationer:
- Polish Writers’ Union
- Polish Academy of Sciences Committee for Polar Research (hedersmedlem)
- Sopot Sailing Club

## Föredrag
Marek Kamiński har hållit många föredrag i Polen, USA och många andra länder inklusive Antarktis.
Titlar:
- How the Impossible Becomes Possible
- Expeditions to the Edges of My Dreams

Han har också arrangerat workshops och utbildning för stora polska och internationella företag, banker och försäkringsbolag.

## Marek Kamiński Foundation
Marek Kamiński Foundation grundades 1996. Fonden är engagerad i skapande och arrangerande av utbildningsprogram, insamling till proteser åt behövande och integrerade läger för handikappade. Marek Kamiński Foundations stadgeenliga mål inkluderar även stöd till utforskning av polarområdena, men även andra områden i världen, främjande av polar-studier och ekologi samt stöd till unga deltagare i expeditioner.
Fondens större insatser inkluderar:
- “Let’s Help Sick Children To Make Their Dreams Come True”, föreningens första kampanj, som resulterade i att fonden grundades. De insamlade medlen användes till att köpa in IV drips för barn och till att finansiera uppgraderingen av Children’s Chemotherapy Ward vid Gdansk Medical Academy (1995)
- “Solo TransAntarctica”, organisering av en polarexpedition, som delvis var ett internationellt utbildningsprogram på internet (1996/97)
- Organisation av en resa till Antarktis i juletid för två barn från the Ełk och Ostrołęka Children’s Homes. Resan var förstapris i en tävling i kunskaper om sydpolen. (1996/97)
- Organisation av en expedition till Mount Vinson, högsta punkten i Antarktis (1997/98)
- Organisation av en tävling för barn i kunskaper om Australien under en expedition tvärs över Gibson-öknen. Fonden bekostade toppriset – en resa till Sydney för vinnaren. (1999)
- “Tillsammans till polen”, organisation av en expedition med Marek Kamiński och handikappade tonåringen Jasiek Mela till båda polerna. (2004)
- “Ge andra en chans”, insamling för finansiering av protester till handikappade under första “Tillsammans till polen”-expeditionen. Totalt insamlade medel 733 227,- zlotys användes till inköp av protester till 65 personer i Polen. (2004)
- “Skolan vid polen”, organisation av en utbildningskampanj. (2004)
- De sjukas världsdag – nationell kampanj för att distribuera 10 000 exemplar av boken med titeln Lulie’s Big Journey till barn, som befann sig på sjukhus den här dagen. (February 2005)
- “Skolan Crossing Borders”, organisation av gratisläger för handikappade ungdomar. I två veckor deltog 30 handikappade ungdomar i sportaktiviteter och workshops med olika teman. (July 2005)
- “Hjälp till Pakistan”, insamling till förmån för offren vid jordbävningen i Pakistan. (November 2005)